# 태원 (1946년)
태원(太源, 본명(本名)은 박태원(朴泰源), 미국 거주하면서 트래프 박(Trapp Park)이라는 영어 이름을 사용, 1946년 1월 6일 ~ )은 대한민국의 트로트 가수이다.

## 생애
그는 1968년 기타 연주자 겸 작곡가 김희갑(金喜甲)에게 발탁되어 가수로 데뷔했다.
그의 누나는 팝 발라드 가수와 트로트 가수로 활동한 리나 박인데 대한민국 히트곡 메이커의 원조 가운데 한 사람으로 일컬어지는 기타 연주가 겸 작곡가 김희갑(金喜甲)은 누나 리나 박과 한때 결혼하여 1남 1녀를 두었다가 이혼한 바 있다.

### 히트곡 양산과 미국 이주
히트곡으로는 《가을의 연인》, 《사랑아 내 사랑아》, 《너의 사랑》 등이 있으며 1986년 이후 미국 캘리포니아주 로스 앤젤레스로 건너가 그곳에서 대한민국 국적자 신분으로 거주했다.

### 2000년대 근황
2001년과 2002년 초반에 가끔 대한민국으로 귀국하여 KBS 한국방송공사 음악 공연 프로그램 《가요무대》에서 대중들을 찾아 뵙는 기회를 갖기도 하였다.